# اس‌ام یوبی-۳۶
اس‌ام یوبی-۳۶ (به انگلیسی: SM UB-36) یک زیردریایی بود. این زیردریایی در سال ۱۹۱۶ ساخته شد.